# 黄色いお空でBOOM BOOM BOOM
「黄色いお空でBOOM BOOM BOOM」（きいろいおそらでブーン・ブーン・ブーン）は、黄色5のシングル。2000年3月8日発売。

## 概要
- シャッフルユニットとして結成された黄色5（安倍なつみ、保田圭、平家みちよ、RuRu（T&Cボンバー解散後は加護亜依）、アヤカ）のシングル。安倍なつみ、平家みちよは後にそれぞれソロでカバーしている。
- 同じシャッフルユニットから生まれた青色7、あか組4のシングルと同日発売。
- テレビ東京系列「アイドルをさがせ!」エンディング・テーマ。

## 収録曲
全作詞・作曲：つんく
1. 黄色いお空でBOOM BOOM BOOM (4:31)
編曲：河野伸
2. Hello!のテーマ (黄色5 version) (2:41)
編曲：前嶋康明
3. 黄色いお空でBOOM BOOM BOOM (Instrumental) (4:31)

## 参加ミュージシャン
黄色いお空でBOOM BOOM BOOM
- プログラミング：河野伸
- ベース：入江直之
- ギター：稲葉政裕
- トランペット：荒木敏男
- アルトサックス：竹野昌邦・菊地成孔
- パーカッション：野島英明
- コーラス：黄色5・つんく

Hello!のテーマ (黄色5 version)
- プログラミング：前嶋康明
- コーラス：黄色5・つんく

## カバー
- 平家みちよ - ベストアルバム『For ourself 〜Single History〜』（2000年9月13日発売）に収録。
- 安倍なつみ - アルバム『一人ぼっち』（2004年2月4日発売）に収録。